# ウインズ静内

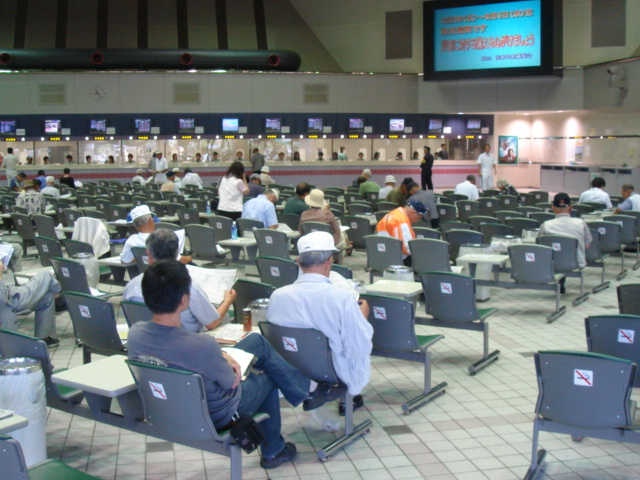
内部の様子

ウインズ静内（ウインズしずない）は、北海道日高郡新ひだか町にあった日本中央競馬会 (JRA) の場外勝馬投票券発売所 (WINS) である。静内とは、新ひだか町が発足する前の静内町から採られた名。2013年5月26日をもって発売業務を終了した。
なお新ひだか町内では、2013年3月23日よりホッカイドウ競馬の場外発売所「Aiba静内」において中央競馬の馬券を取り扱っている（J-PLACE静内）。

## 施設概要
体育館様の平屋建物。全館禁煙で、喫煙所が設置されている。飲食物の提供については、競馬開催日にはモスバーガーが売店を設けて出張販売を行う他、麺類など簡単な食事を販売する売店も設置される（また、無料給湯器1機有り）。競馬新聞は、自動販売機による提供。

## 交通
町外から公共交通機関を利用してアクセスする場合は日高本線静内駅、道南バス「高速ペガサス号」を利用することとなるが、中心地からは遠く、徒歩1時間近くの距離となる。（Aiba静内の方が中心地には近い）
来場者の多くは、自家用車でやってくるという状態であり、無料の駐車場（収容台数400台、日本軽種馬協会北海道市場敷地内）が用意されている。収容台数がオーバーした際には、近隣の有料駐車場を使うことになる。

## 客層
JRAの場外馬券売り場の中では小規模の部類にあたるが、馬産地という土地柄だけあり、客当たり購入代金は日本一となったことがある。

## 発売・払戻時間
発売
原則として9時から発売。前日発売は17時まで。
払戻
開催日は9時から17時まで、非開催日は月曜のみ10時から16時まで。
年末年始、祝日、振替休日等は休業日となる。

## 発売レース
- 全レース100円単位で発売。